# 莫洛季夫
49°21′42″N 24°15′31″E / 49.36167°N 24.25861°E

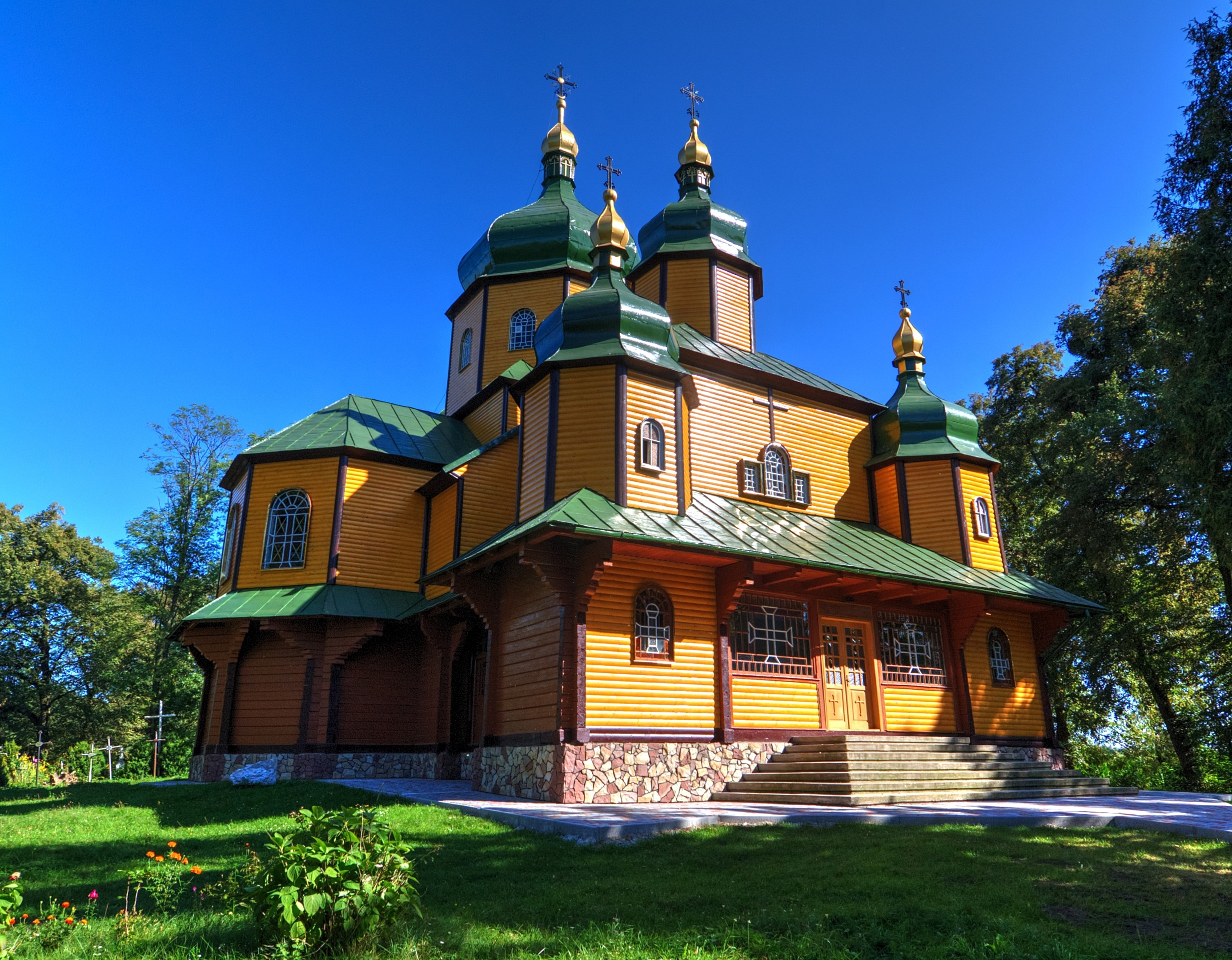

莫洛季夫（烏克蘭語：Молотів），是烏克蘭西部的村莊，隸屬利維夫州的斯特雷區。該村面積1.1平方公里，海拔高度249米，2001年人口140，人口密度每平方公里127.27人。